# Eunemorilla emulatus
Eunemorilla emulatus là một loài ruồi trong họ Tachinidae.